# Athirson
Athirson Mazzoli e Oliveira (Rio de Janeiro, 16 de janeiro de 1977) é um ex-futebolista brasileiro que atuava como lateral-esquerdo. Habilidoso e ofensivo, ele foi o primeiro e é até hoje o único lateral na história a marcar 3 gols em uma mesma partida disputada no Maracanã.
Atualmente, desempenha a função de treinador e comentarista esportivo no canal BandSports e CazéTV.

## Carreira

### Jogador
Em 1988, com 11 anos, foi levado para jogar futebol de salão no America. Pouco depois, foi levado ao Flamengo e logo passou para o campo.
Revelado nas divisões de base do Flamengo, Athirson começou a atuar, profissionalmente, no ano de 1996. Após um amistoso contra o América, em Natal, estreou em 4 de setembro de 1996 contra o Bragantino, em Bragança Paulista, pelo Campeonato Brasileiro, escalado pelo técnico Joel Santana. Muito habilidoso, cativou a torcida rubro-negra, consolidando-se lateral-esquerdo do time, deixando Gilberto no banco de reservas.
Em 1997, sofreu com uma lesão no púbis, que o afastou dos gramados por seis meses.
No início de 1998, foi emprestado ao Santos, porém retornou ao Flamengo no mesmo ano.
Após se destacar, começou a ser chamado para a Seleção Brasileira e disputou a Copa das Confederações de 1999 e os Jogos Olímpicos de 2000.
Em 15 de junho de 2000, um exame detectou a presença do estimulante femproporex na urina do jogador, após o jogo entre Flamengo e Bahia, em maio, pela Copa do Brasil. Athirson acabou absolvido da acusação de doping pelo STJD (Superior Tribunal de Justiça Desportiva).
Em janeiro de 2001, recusou uma proposta do Barcelona e assinou contrato com a Juventus após uma batalha judicial, no final de contrato. Athirson chegou à Itália comparado com Júnior e Roberto Carlos, e assinou um contrato válido por quatro temporadas. No futebol italiano, fez apenas cinco jogos, não marcou nenhum gol e foi afastado após a contratação de Marcello Lippi para o cargo de técnico do clube.
Athirson voltou ao Flamengo em 2002. Após deixar a Juventus, Athirson permaneceu emprestado ao Flamengo até 2004 e optou por rescindir o contrato com o time italiano. Passou a treinar cobranças de faltas e marcar gols para o Flamengo. Athirson ganhou a Bola de Prata da Revista Placar, por seu desempenho no Campeonato Brasileiro de 2002.
Em 2004, Athirson rescindiu o contrato com a Juventus e passou cinco meses no CSKA Moscou, antes de voltar para o Flamengo, pela quarta vez em sua carreira.
Athirson tentou reencontrar seu futebol no Brasil, jogando no Flamengo e depois no Cruzeiro.
Em 2005, Athirson foi negociado com o Bayer Leverkusen, da Alemanha. Ficou dois anos no time.
Após um problema de saúde de uma das filhas, foi repatriado pelo Botafogo, em agosto de 2007. Teve poucas oportunidades de atuar (disputou apenas seis partidas, sendo três como titular) e rescindiu seu contrato após três meses no clube.
No início de 2008, começou a jogar no Brasiliense, para a disputa da Série B, porém, no meio da competição, optou transferir-se para a Portuguesa, onde reencontrou o seu futebol realizando boas partidas que acabaram lhe rendendo elogios de antigos críticos. Foi o capitão da equipe e um dos destaques do time.
Após a boa campanha da Lusa no Paulistão 2009, Athirson decidiu por não renovar o contrato, visto que já possuía proposta do Cruzeiro, e segundo ele lá iria ter mais visibilidade nacional, disputando a Copa Libertadores da América de 2009.
Ao término do brasileiro, o jogador retornou à Portuguesa na Série B no ano de 2010.
No ano de 2011, iniciou no Duque de Caxias.

### Hat-Tricks
| # | Data                | Local                                  | Partida                     | Campeonato                                  | Ref.   |
| - | ------------------- | -------------------------------------- | --------------------------- | ------------------------------------------- | ------ |
| 1 | 13 de abril de 2000 | Estádio do Maracanã, Rio de Janeiro-RJ | Flamengo 7 x 1 Friburguense | Campeonato Carioca de 2000 - Taça Guanabara | [ 21 ] |
| 2 | 15 de maio de 2002  | Estádio de Édson Passos, Mesquita-RJ   | Flamengo 6 x 1 Entrerriense | Campeonato Carioca de 2002 - Taça Rio       | [ 22 ] |

### Fora dos campos
Em 2012, aceitou compor o elenco do Showbol do Flamengo e, ao mesmo tempo, decidiu encerrar sua carreira futebolística. Em julho do mesmo ano, fez parte do elenco da Seleção Brasileira de Futebol de 7 que se sagrou campeã do Mundialito. Nesse mesmo ano, foi contratado pelo canal Fox Sports Brasil, para ser comentarista..
Depois de atuar como comentarista, Athirson resolveu se tornar treinador, onde comandará o tradicional São Cristóvão, nas divisões inferiores do Campeonato Carioca.
No fim de 2015, acerta com o Flamengo-PI para ser técnico do clube na disputa do Piauiense 2016 e da Copa do Nordeste de 2016. No Campeonato Piauiense, foram cinco vitórias, três empates e três derrotas e na Copa do Nordeste foi eliminado com a pior campanha, com apenas um ponto ganho em seis partidas e saldo negativo de 13 gols.
Em setembro de 2016, foi anunciado como técnico do Alecrim para o Campeonato Potiguar. Após duas derrotas em dois jogos, foi demitido do clube em janeiro de 2017.
Em março de 2017, é confirmado como novo técnico do Tocantins de Miracema. Ficou oficialmente como treinador do clube por apenas dez dias, comandou poucos treinos e ficou à beira do gramado em apenas uma partida e por 45 minutos.
Em 2018, realizou estágio no Fluminense para concluir as 50 horas de atividades exigidas pelo curso de formação de técnicos da CBF.
Em outubro de 2018, foi confirmado como técnico do Goytacaz. Após 3 jogos, com duas derrotas e um empate, que praticamente deixou o Goyta praticamente fora da briga pela classificação para a próxima fase da Seletiva do Carioca, foi demitido em janeiro de 2019.
Em maio de 2022, se torna técnico do Blumenau para a Série B do Catarinense.
Em janeiro de 2024, assumiu a secretaria de Futebol do Ministério do Esporte, seu primeiro cargo público.

## Títulos
Flamengo
- Campeonato Carioca: 1996, 1999 e 2000
- Copa de Ouro Nicolás Leoz: 1996
- Copa Mercosul: 1999

Santos
- Copa CONMEBOL: 1998

Juventus
- Serie A: 2001–02

Brasiliense
- Campeonato Brasiliense: 2008

Cruzeiro
- Campeonato Mineiro: 2009

Seleção Brasileira
- Copa América: 1999
- Torneio Pré-Olímpico: 2000

### Futebol de 7
Seleção Brasileira
- Mundialito de Seleções de Futebol 7: 2012

Flamengo
- Campeonato Brasileiro de Showbol: 2012
- Torneio Rio-São Paulo de Showbol: 2012
- Campeonato Carioca de Showbol: 2012

## Prêmios individuais
- Melhor jogador Campeonato Carioca 2000
- Bola de Prata da Revista Placar: 2002